# Distretto di Schwaz
Il distretto di Schwaz (Bezirk Schwaz) è un distretto amministrativo dello stato del Tirolo, in Austria. Il capoluogo è Schwaz.

## Geografia fisica
Il distretto comprende una parte della valle dell'Inn, tutta la Zillertal con le sue valli tributarie (come la Tuxertal) e la Achental.
I gruppi alpini che interessano il distretto sono: le Prealpi del Tux, le Alpi della Zillertal, le Alpi di Kitzbühel, i Monti del Karwendel e le Alpi di Brandenberg.

## Geografia antropica

### Città
1. Schwaz

### Paesi
1. Jenbach
2. Mayrhofen
3. Zell am Ziller

### Borghi
1. Achenkirch
2. Aschau im Zillertal
3. Brandberg
4. Bruck am Ziller
5. Buch in Tirol
6. Eben am Achensee
7. Finkenberg
8. Fügen
9. Fügenberg
10. Gallzein
11. Gerlos
12. Gerlosberg
13. Hainzenberg
14. Hart im Zillertal
15. Hippach
16. Kaltenbach
17. Pill
18. Ramsau im Zillertal
19. Ried im Zillertal
20. Rohrberg
21. Schlitters
22. Schwendau
23. Stans
24. Steinberg am Rofan
25. Strass im Zillertal
26. Stumm
27. Stummerberg
28. Terfens
29. Tux
30. Uderns
31. Vomp
32. Weer
33. Weerberg
34. Wiesing
35. Zellberg

(popolazione al 15 maggio 2001)